# Strychnos araguaensis
Strychnos araguaensis är en tvåhjärtbladig växtart som beskrevs av Krukoff och Barneby. Strychnos araguaensis ingår i släktet Strychnos och familjen Loganiaceae. Inga underarter finns listade i Catalogue of Life.